# Rhizotrogus hirticollis
Rhizotrogus hirticollis är en skalbaggsart som beskrevs av Lucas 1846. Rhizotrogus hirticollis ingår i släktet Rhizotrogus och familjen Melolonthidae. Inga underarter finns listade i Catalogue of Life.